# 다이지마섬 (아오모리현)

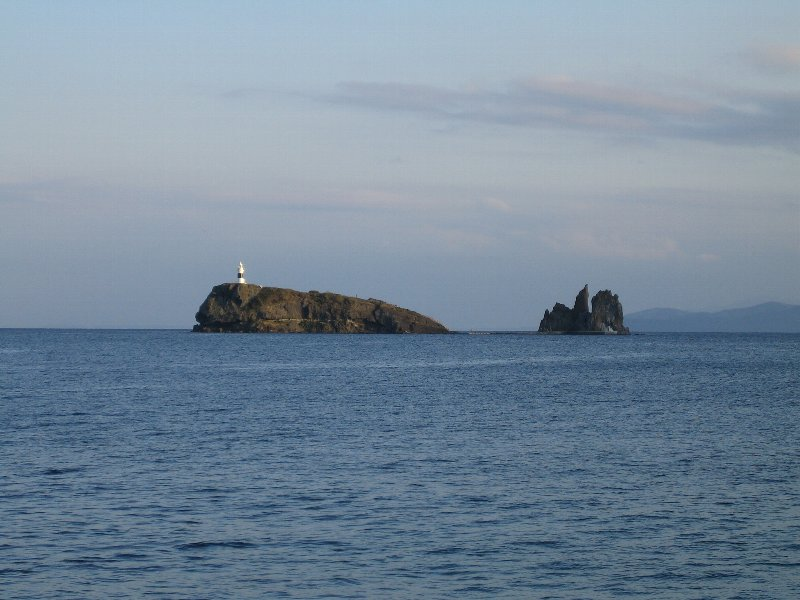

다이지마섬(鯛島)은 일본 혼슈 도호쿠 지방 아오모리현 무쓰시에 위치한 섬이다. 무츠만에 있는 섬으로 면적은 0.016 km2이다. 해발고도는 24m이고, 등대가 설치되어 있다. 섬의 모양이 도미(鯛, 도미 조)와 같이 생겼다는데서 다이지마라는 이름이 붙여졌다.